# Kalium
Kalium is een scheikundig element met symbool K en atoomnummer 19. Het is een zilverwit alkalimetaal. In de Angelsaksische en Romaanse landen staat het element bekend als potassium.

## Ontdekking
In 1702 vermoedde G.E. Stahl een verschil tussen soda (Na2CO3) en potas (K2CO3). In 1736 toonde H.L. Duhamel du Monceau aan dat kaliloog en natronloog verschillende basen waren.
Kalium werd in 1807 ontdekt door Humphry Davy tijdens de elektrolyse van uit potas verkregen kaliumhydroxide (KOH). Hiermee is kalium het eerste metaal dat via elektrolyse werd geïsoleerd.

## Etymologie
In navolging van Martin Klaproth en later van Ludwig Wilhelm Gilbert en Jöns Jacob Berzelius wordt in het Nederlands en veel Germaanse en Slavische talen de uit het Arabisch (القَلْيَة al-qalyah, "as van planten") afkomstige naam gehanteerd, terwijl in veel andere talen de door Humphry Davy voorgestelde naam potassium wordt gebruikt. Die term leidde hij af van het Engelse potash, dat zelf van het Nederlandse woord potas komt, aangezien kaliumcarbonaat oorspronkelijk werd verkregen door de as van verbrand hout in een pot te plaatsen, water toe te voegen en de oplossing te verhitten.

## Toepassingen
Door de hoge reactiviteit van kalium komt kalium in de natuur alleen maar voor in de vorm van zouten. Kaliumnitraat, kaliumchloraat, kaliumperchloraat en soms kaliumpermanganaat worden om de oxidatieve eigenschappen gebruikt als component van zwart buskruit en andere sassen. Ook is kaliumcarbonaat een belangrijke katalysator in houtskool, wat weer invloed heeft op de brandsnelheid. In de vorm van kaliumcarbonaat is kalium van belang voor de productie van glas; kaliumchloraat wordt als oxidator in lucifers gebruikt en kaliumhydroxide wordt veel als conserveermiddel voor levensmiddelen gebruikt. 
Kaliumoxide, kaliumsulfaat, kaliumnitraat en kaliumchloride worden veel gebruikt in kunstmest. Vrijwel alle kaliumzouten zijn goed oplosbaar in water. Een uitzondering is di-kaliumtartraat, het reactieproduct van kalium en wijnsteenzuur dat in wijn kan zitten en dan de aanwezige kristallijne droesem geeft.
Andere toepassingen van kalium zijn:
- Injectie van een hoge concentratie kaliumchloride wordt toegepast bij het uitvoeren van executies, omdat de werking van het hart hierdoor ernstig wordt verstoord.
- In dierlijke cellen zijn kaliumionen van belang voor transport.
- Kalium wordt ook gebruikt in samengestelde meststoffen, NPK (stikstof, fosfor en kalium) Bijvoorbeeld 9-9-16 (dit is de verhouding van deze stoffen). Kalium zorgt onder andere voor de groei en de kleur van de plant. Ook geeft het de planten meer weerstand tegen ziektes.
- In legeringen met natrium vormt kalium NaK, dat gebruikt wordt om warmte te transporteren in bijvoorbeeld kerncentrales.
- Om bepaalde monochromatisch en coherente golflengtes (laser) te creëren, zoals 473 nm, 532 nm, 589 nm etc., is kalium vereist. De KTP Kristal (Kalium Titanyl Phosphate) wordt gepolariseerd, voor een ND:YAG, ND:YVO4 of ND:YLF crystal geplaatst. De meest voorkomende type is ND:YVO4 (Neodymium Doped Yttrium Orthovanadate), deze kristal zet monochromatisch licht van een 808 nm laser diode om naar 1064 nm, waarbij de KTP crystal de golflengte halveert naar 532 nm, dit heet “frequency doubling”. Beide kristallen zijn birefractive (met dubbele breking).

## Fysiologie bij de plant
In het xyleem dient het voor de verhoging van de osmosedruk, waar het noodzakelijk is voor de worteldruk. Kalium in de bladcellen verhoogt de turgor, waardoor er celstrekking en vergroting van het bladoppervlak plaatsvindt. Ook zorgt het voor het opengaan van de huidmondjes via verhoging van de turgor in de sluitcellen, waardoor de opname van CO2 voor de fotosynthese bevorderd wordt. Is kalium ruim voorhanden dan bevordert het de eerste stap van de vorming van C3-koolhydraten, die nodig zijn voor de vorming van zetmeel, cellulose, lignine en proteïnen.
Knol- en wortelgewassen hebben meer kalium nodig dan bladgewasen.
De symptomen van een kaliumtekort treden vooral op in de oudere bladeren, omdat de kalium uit deze bladeren via het floëem naar de jonge bladeren wordt getransporteerd. 
Typische symptomen van een kaliumtekort zijn stip-, tussennerven- en bladrandchlorose en bladrandnecrose. Ook geeft het een gedrongen groei en verwelking. Bij sterke zoninstraling kan er foto-oxidatie in de bladeren optreden. Een teveel aan kalium veroorzaakt wortelverbranding en een calcium- en magnesiumtekort in de plant.

## Fysiologie bij de mens
Kalium is in het lichaam een van de elektrolyten (naast natriumionen, chlorideionen en bicarbonaationen).
Het speelt een belangrijke rol in het lichaam zoals bij pulsoverdracht in zenuwen, aanmaak van eiwitten en aanmaak van glycogeen. Anders dan bij natrium bevindt maar 2% van het totale lichaamskalium zich buiten de cellen en is als zodanig ook meetbaar in het bloed (4 mmol/L). Binnen de cellen is de concentratie vele malen hoger (140 mmol/L). Deze gradiënt moet via pompen in de celmembraan actief intact gehouden (natrium-kaliumpomp). Deze pompen kunnen beïnvloed worden door onder andere insuline, waardoor het kalium naar de cel verdwijnt. Suikerpatiënten die insuline spuiten moeten hiermee rekening houden, om te voorkomen dat hun kaliumspiegels te laag worden. Opname van kalium verloopt via het maag-darmsysteem. Bij chronische diarree en braken is de opname dan ook verstoord. Kalium wordt bij overmaat via de nieren uitgescheiden. Bij nieraandoeningen is dit proces dan ook vaak verstoord, waardoor verhoogde bloedkaliumwaarden gevonden worden. De balans tussen opname en uitscheiding wordt in de nieren en de darm gecontroleerd via het hormoon aldosteron. Verlaging van de kaliumconcentratie in het bloed (hypokaliëmie) (wat resulteert in een te grote hyperpolarisatie van de membraanpotentiaal van de cellen) kan leiden tot spierverlamming, terwijl te hoge waarden (hyperkaliëmie) (die resulteren in een te grote depolarisatie van de membraanpotentiaal van de cellen) kunnen leiden tot overprikkelbaarheid van de spieren waaronder de hartspier. Dit laatste kan hartritmestoornissen tot gevolg hebben of zelfs een hartstilstand. Verstoringen van de kaliumhuishouding zijn daarom een serieus klinisch probleem, waar altijd door een arts naar gekeken dient te worden.

## Opmerkelijke eigenschappen
Kalium is, samen met lithium en natrium, een licht metaal en erg reactief. Kalium komt in de natuur niet in zuivere metaalvorm voor, maar uitsluitend in verbinding met andere elementen. Kalium reageert met de zuurstof in de lucht en reageert heftig met water:
{\displaystyle {\ce {2K + 2H2O -> 2K+ + 2OH- + H2 + E}}}
Deze reactie is zo heftig dat het ontstane waterstofgas ontbrandt door de grote hoeveelheid energie, onder de vorm van warmte (aangeduid als E), die vrijkomt tijdens de reactie. Daarom moet zuiver (metallisch) kalium onder petroleum worden bewaard.
Kalium heeft een zeer lage elektronegativiteit, hetgeen inhoudt dat kalium zeer gemakkelijk zijn enige valentie-elektron afstaat in reacties. Dit is de oorzaak van de hoge reactiviteit van het metaal (bijvoorbeeld met water).

## Voorkomen
De aardkorst bestaat voor 2,4% uit kalium in minerale vorm. Sommige van deze mineralen, zoals carnalliet, poluhaliet en sylviet, worden gevonden op de zeebodem.
De belangrijkste bron van kalium is kaliumcarbonaat, dat onder meer wordt gedolven in de Verenigde Staten en Duitsland.
In Centraal-Canada ligt op een diepte van ongeveer duizend meter een enorme voorraad kalium die in de toekomst een belangrijke bron zal worden. Ten slotte bevat zeewater kalium in lage concentraties.
Kalium wordt geïsoleerd uit het hydroxide door elektrolyse op een manier die vrijwel identiek is aan de manier die Humphry Davy ooit gebruikte.

## Isotopen
| Stabielste isotopen | Stabielste isotopen | Stabielste isotopen      | Stabielste isotopen      | Stabielste isotopen      | Stabielste isotopen      |
| Iso                 | RA (%)              | Halveringstijd           | VV                       | VE (MeV)                 | VP                       |
| ------------------- | ------------------- | ------------------------ | ------------------------ | ------------------------ | ------------------------ |
| 38K                 | syn                 | 7,636 min                | β+                       | 5,913                    | 38Ar                     |
| 39K                 | 93,2581             | stabiel met 20 neutronen | stabiel met 20 neutronen | stabiel met 20 neutronen | stabiel met 20 neutronen |
| 40K                 | 0,0117              | 1,277×109 j              | β− β+                    | 1,311 1,505              | 40Ca 40Ar                |
| 41K                 | 6,7302              | stabiel met 22 neutronen | stabiel met 22 neutronen | stabiel met 22 neutronen | stabiel met 22 neutronen |
| 42K                 | syn                 | 12,360 u                 | β−                       | 3,525                    | 42Ca                     |
| 43K                 | syn                 | 22,3 u                   | β−                       | 1,815                    | 43Ca                     |

Er zijn 17 verschillende isotopen van kalium bekend. Hiervan komen er in de natuur twee stabiele (39K en 41K) en één instabiele (40K) voor. De andere isotopen kunnen alleen op kunstmatige wijze worden verkregen. Het voorkomen van 40K wordt soms gebruikt om de ouderdom van stenen te bepalen en voor het bestuderen van het weer. Doordat 1 op ca. 8500 kaliumatomen de instabiele isotoop (40K) is, is kalium licht radioactief, ca. 31 becquerel per gram. 40K is de voornaamste bron van radioactiviteit in het menselijk lichaam.

## Ionen
| Oxidatiegetal | Toelichting                              |
| ------------- | ---------------------------------------- |
| 0             | Vrij metaal, komt niet in de natuur voor |
| +1            | standaardion van het element             |

## Toxicologie en veiligheid
Kalium reageert explosief met water en moet worden bewaard onder petroleum of minerale oliën. De meeste kaliumzouten zijn niet giftig of schadelijk. Afhankelijk van het anion kan een kaliumzout wel giftig of schadelijk zijn. Contact met de huid moet worden vermeden omdat kalium met vocht kaliumhydroxide vormt, bij het werken met kalium is het aan te raden handschoenen en gelaatsbescherming te dragen.

## Voeding
De aanbevolen dagelijkse hoeveelheid van kalium is voor volwassenen 3500 mg. Kalium is gemakkelijk via de voeding te verkrijgen en komt vooral voor in groente, fruit, aardappelen en vis, maar ook brood, melk en noten. Onder normale omstandigheden levert een gezonde, gevarieerde voeding voldoende kalium. Kalium kan de bloeddrukverhogende werking van natrium tegengaan. Een tekort aan kalium wordt een hypokaliëmie genoemd.